# Fátima Paulino
Maria de Fátima de Aquino Paulino (João Pessoa, 20 de outubro de 1953) é uma professora e política brasileira. É ex-primeira-dama da Paraíba e ex-prefeita do município paraibano de Guarabira. 

## Biografia
Fátima Paulino nasceu na cidade de João Pessoa, na Casa de Saúde Frei Martinho. Filha de Diógenes e Maria Aquino, concluiu o Curso de licenciatura curta em Estudos Sociais na FAFIG – Faculdade de Filosofia, Ciências e Letras de Guarabira, ainda em funcionamento no turno noite, no prédio do Centro Educacional Nossa Senhora da Luz. Foi professora do Colégio Nossa Senhora da Luz, na cidade de Guarabira. 
Casou-se com o jovem político e empresário Roberto Paulino aos 29 de setembro de 1973 na Catedral de Nossa Senhora da Luz, em Guarabira. Teve três filhos: Roberta de Aquino Paulino, (Administradora de Empresa e Tabeliã Pública do 3º Cartório), Diógenes de Aquino Paulino, (empresário distribuidor no Estado Farinha Dinâmica Trigos) e Roberto Raniery de Aquino Paulino (Advogado e Deputado Estadual pelo PMDB – Partido do Movimento Democrático Brasileiro, com mandato até 31 de dezembro de 2018).

## Carreira política
Na gestão inicial do Prefeito Roberto Paulino (1977-1983), Fátima se destacou à frente da Fundação de Assistência e Bem Estar do Menor (FABEM) quando criou hortas que produziam a própria complementação alimentar das crianças, educou-se em unidades escolares criadas com esse propósito e lhes preparou para a cidadania as retirou do anonimato em que viviam, fornecendo-lhes Certidão de Nascimento. 
Em 5 de abril de 2002, com a posse de Roberto Paulino no Governo Estadual, ela assumiu o cargo de Presidente do Centro de Apoio à Criança e ao Adolescente (CENDAC), quando procurou e enviou todos os esforços possíveis para diminuir o sofrimento das crianças mais carentes do estado paraibano, levando conforto a todas as mães necessitadas. Destacou-se pelas suas ações humanitárias levando assistência a todos os pobres paraibanos, ainda que estivessem nas comunidades mais distantes do interior paraibano. 
Assumiu também o cargo de Secretária de Ação Social do Estado, quando seu esposo assumiu o governo da Paraíba, até porque já tinha experiência de governo estadual e aprendera inicialmente e muito quando fora primeira dama de Guarabira por duas vezes. Tendo como implantação a Expansão do Pão e Leite e os Cursos Profissionalizantes. 

### Grave Acidente
Em 19 de outubro de 2002, Fátima Paulino, então primeira dama do Estado, no auge da Campanha Eleitoral de reeleição do seu esposo, sofreu um grave acidente automobilístico, quando o veículo em que viajava bateu de frente com outro, na BR 230, quando vinha sentido Cabedelo-João Pessoa após uma atividade política. Segundo os assessores, o carro que colidiu com o de Fátima, foi fechado por um caminhão.
No acidente, Fátima Paulino fraturou o fêmur e foi levada para o Hospital de Trauma de João Pessoa, onde foi submetida a uma cirurgia. Segundo o boletim médico, assinado pela equipe de ortopedistas que operou a então primeira-dama, ela teve várias fraturas mas não correu risco de morte. Dias depois, ela passou por uma nova cirurgia. Agora, para desobstrução de veias cardíacas, com o auxílio de um cateter.
Após o acidente, Fátima Paulino ficou anos com mobilidade reduzida de suas pernas, fazendo inúmeras cirurgias e fisioterapias. Hoje, a ex-primeira dama do Estado se locomove normalmente.

### Disputas Eleitorais em Guarabira
Em 2004, mesmo com as suas impossibilidades físicas, Fátima Paulino foi eleita Prefeita de Guarabira administrando a cidade por oito anos (tendo sido reeleita em 2008), sua chapa foi formada: Fátima Paulino como prefeitável para a disputa ao cargo na prefeitura de Guarabira, e também pelo vereador José Agostinho Souza de Almeida, popular Josa da Padaria, na qualidade de vice-prefeito, ambos filiados ao Partido do Movimento Democrático Brasileiro (PMDB). Fátima obteve 17.291 votos (60,31%) contra 11.380 votos do seu concorrente, Beto Meireles (PL), que equivalia a 39,69% dos votos válidos. 
No processo eleitoral de 2008, Fátima Paulino é reeleita, vencendo nas urnas a ex-prefeita Léa Toscano por 1.279 votos, numa das mais acirradas disputas eleitorais do estado. 
Em 2012, encerrando seu mandato constitucional no município de Guarabira, lançou o vice-prefeito Josa da Padaria como seu candidato oficial, o mesmo não obteve êxito nas votações sendo derrotado pelo candidato adversário, o ex-prefeito Zenóbio Toscano de Oliveira. 
Em 2016 Josa da Padaria se filia ao PSB, concorrendo novamente as eleições municipais sem o seu apoio e de seu partido. Em convenção, o diretório municipal do PMDB lançou novamente o nome de Fátima Paulino para a disputa da Prefeitura Municipal, ao lado dessa vez do presidente da Câmara, Inaldo Júnior. 
Em 2 de outubro de 2016 foi derrotada pelo seu adversário Zenóbio Toscano, do PSDB, que concorria a reeleição, com uma diferença de 4.278 votos.